# Corophium baconi
Corophium baconi är en kräftdjursart som beskrevs av Shoeemaker 1934. Corophium baconi ingår i släktet Corophium och familjen Corophiidae. Inga underarter finns listade i Catalogue of Life.